# Williams Ateby
Williams Ateby est un homme politique ivoirien, ex député et vice-président du Front populaire ivoirien. Il décède le 25 juin 2020 à Abidjan au  Centre hospitalier universitaire de Treichville.

## Biographie
Williams Ateby fut le député de la commune de Yopougon,,. Il occupa au sein du Front populaire ivoirien le poste de vice président. Il était le modérateur des débats à l'Assemblée nationale.
A la suite de la crise postélectorale de 2010 et 2011 survenue en Côte d'Ivoire, Williams Ateby part en exile avant de revenir gérer les questions juridiques du Front Populaire ivoirien auprès de Pascal Affi N'guessan,,.

### Engagement politique
Williams Ateby a mené des actions de revendication pour réformer le système éducatif, alors fragilisé par une grève des enseignants. Il a demandé la fin du conflit et le retour de la stabilité, en s'opposant notamment à la possibilité d'une année blanche.
Williams Ateby a tenu une conférence de presse pour répondre aux allégations de pillage survenues pendant la crise de 2020. Il a nié les accusations et a présenté un autre point de vue sur les événements.

## Décès
Williams Ateby décédele 25 juin 2020 suite à une crise d'accident vasculaire cérébral (AVC) au  Centre hospitalier universitaire de Treichville,,.